# عبد العزيز الطودي
عبد العزيز الطودي (3 نوفمبر 1932 في القاهرة - 17 سبتمبر 2004 في القاهرة) كان أحد ضباط المخابرات المصرية من عام 1957 إلى عام 1977.

## المولد والنشأة
ولد عبد العزيز الطودي في 3 نوفمبر عام 1932 تربى في منزل جده الشيخ إبراهيم الجبالى أحد علماء الأزهر، توفي والده وهو لم يبلغ 4 سنوات، تزوج عبد العزيز الطودي ابنة خاله وأنجبت له عمر وهو مؤلف وعازف موسيقى وهبة.

## دراسته والتحاقه بالكلية الحربية
بعد اتمامه الثانوية التحق بالكلية الحربية عام 1951 ليتخرج منها عام 1953 ويلتحق بمدرسة مدفعية الميدان من يونيو إلى غاية ديسمبر من نفس العام، اشتغل بعدها مدرسا في مدرسة المدفعية من يناير 1954 إلى غاية نوفمبر 1955، في ذلك العام انتقل عبد العزيز الطودى إلى دير البلح في قطاع غزة بفلسطين ثم إلى رفح وخان يونس ليعود بعدها إلى غزة في 15 يونيو عام 1956، وفي 3 نوفمبر من عام 1956 سقط في الأسر، لكنه عاد إلى مصر مرة أخرى في يناير عام 1957 لينتقل بعدها إلى المخابرات العامة المصرية الذي استمر بها حتى العام 1977.

## وفاته
توفي عبد العزيز الطودي في شهر سبتمبر عام 2004 عن عمر يناهز 72 سنة.